# Puerto Fuy

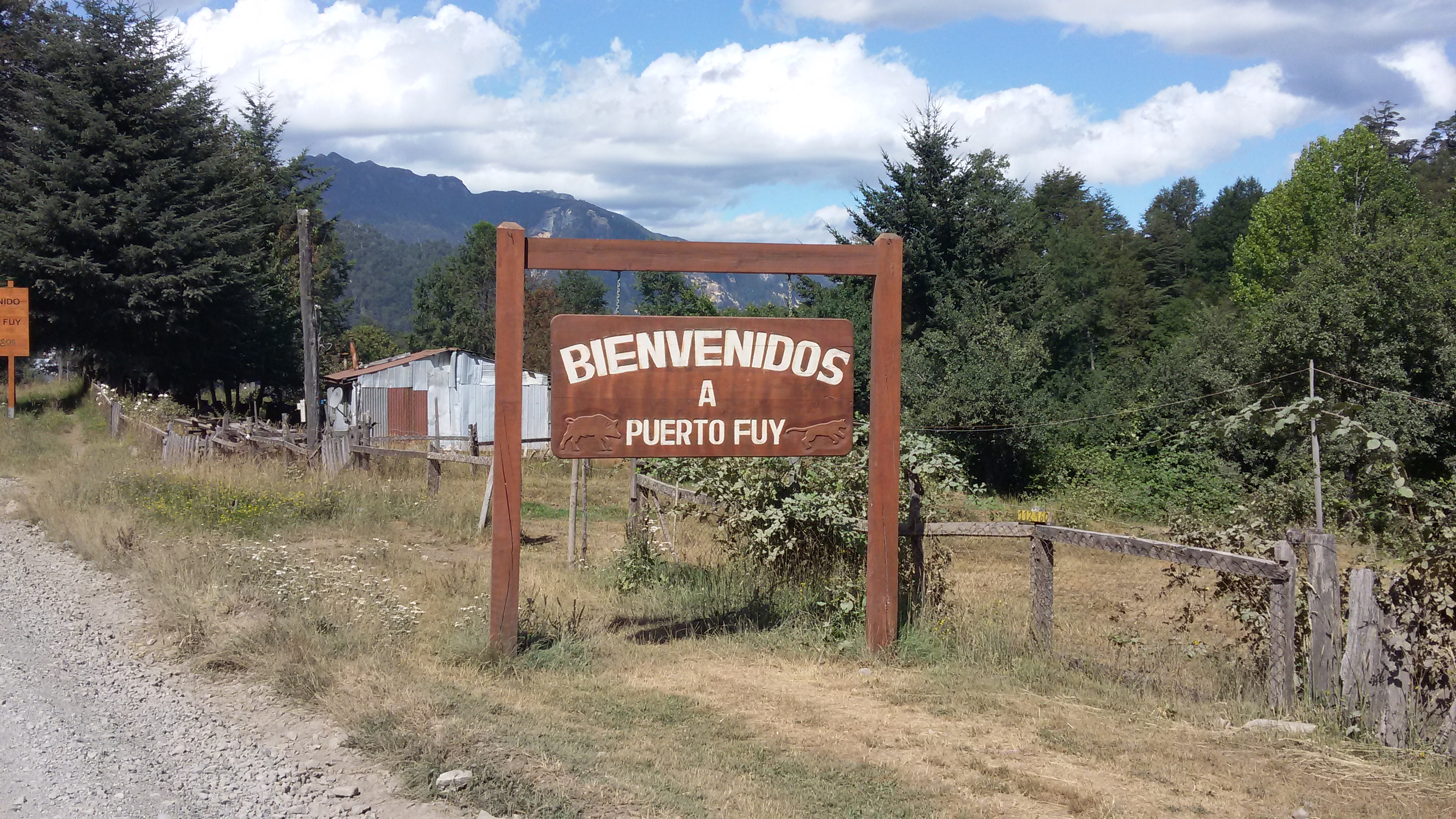
Letrero de bienvenida a la localidad.

Puerto Fuy (o Puerto Fui) es un caserío de 391 habitantes (censo de 1999) ubicado en la ribera poniente del lago Pirihueico, formando parte de la comuna de Panguipulli en la Región de Los Ríos, Chile.
Sirve como punto de conexión para navegar hasta Puerto Pirehueico, en la ribera oriental del lago, en donde está situado el Paso Hua Hum.

## Servicios
Aquí se encuentra la estación médico rural de Puerto Fuy y la escuela rural Lago Azul.
Posee telefonía móvil 4G de Movistar Chile, también de Wom (a través de Movistar) y Virgin Mobile a través de Movistar Chile. No existe cobertura de Claro Chile.

## Accesibilidad y transporte
Puerto Fuy se encuentra a 63,3 km del pueblo de Panguipulli a través de la Ruta 203.

## Riesgos volcánicos
Este sector corresponde a una zona considerada de 'Moderado Peligro' de ser afectadas por lavas durante erupciones originadas por la reactivación o por la generación de cráteres en los conos adventicios llamados Ranquel o en los grupos denominados Fuy y Alto Caunahue. De acuerdo al Mapa de Peligros del complejo volcánico Mocho-Choshuenco se encuentra bajo clasificación (ML). Esto incluye a las localidades de estero Quebrada Honda, Carranco, Puerto Fuy y borde oeste del Lago Pirehueico.
Toda la zona comprendida entre el sur del Lago Panguipulli hasta la ribera oeste del Lago Pirehueico es una zona con 'Muy Alto Peligro' de ser afectada por caída de piroclastos balísticos y finalmente también por bombas pumiceas de diámetro mayor a 6 cm.
Esta zona también se vería afectadas por la caída de piroclastos en erupciones consideradas de 'Muy Alta Explosividad', con espesores superiores a 100 cm de depósitos. La dispersión de partículas dependerá en gran medida de la acción eólica. La dispersión posee como eje principal la dirección noroeste-suroeste, de acuerdo a la distribución de las cenizas en erupciones históricas.
Toda la zona desde la localidad de Neltume hasta Puerto Fuy es el límite estimado para las zonas que pudieran ser afectadas por la caída de piroclastos balísticos. Se estima una 'Baja Probabilidad de Ocurrencia', salvo en eventuales erupciones de los centros de emisión occidentales del volcán llamado mar Tumba del Buey. Se estima un espesor máximo de 50 cm del depósito y un diámetro máximo de 6,4 cm de los piroclastos.